# Brad Smith (football)
Pour les articles homonymes, voir Smith.
Brad Smith, né le 9 avril 1994 à Penrith (Australie), est un footballeur international australien qui joue au poste d'arrière gauche au FC Cincinnati.

## Biographie

### En club
Le 26 décembre 2013, il joue son premier match en équipe première en Premier League lors du match à Chelsea (victoire 2-1 de Chelsea).
Le 8 août 2014 il est prêté à Swindon Town. Il est rappelé par Liverpool le 20 octobre 2014.
Le 8 août 2018 il est prêté aux Sounders de Seattle.
Le 30 janvier 2020, il est prêté à Cardiff City.
Libre depuis son départ de D.C. United en novembre 2022, Smith s'engage pour deux saisons avec le Dynamo de Houston le 6 janvier 2023.

### En équipe nationale
Le 22 mai 2014, il honore sa première sélection en équipe d'Angleterre espoirs lors du match au Tournoi de Toulon 2014 face au Qatar.

## Palmarès
Sounders de Seattle
- Vainqueur de la Coupe MLS en 2019

## Statistiques
| Saison                | Club                       | Championnat           | Championnat | Championnat | Coupe nationale | Coupe nationale | Coupe de la Ligue | Coupe de la Ligue | Compétition(s) continentale(s) | Compétition(s) continentale(s) | Compétition(s) continentale(s) | Total | Total |
| Saison                | Club                       | Division              | M.          | B.          | M.              | B.              | M.                | B.                | Comp.                          | M.                             | B.                             | M.    | B.    |
| 2013-2014             | Liverpool FC               | Premier League        | 1           | 0           | 0               | 0               | 0                 | 0                 | -                              | -                              | -                              | 1     | 0     |
| 2014-2015             | Swindon Town FC (prêt)     | League One            | 7           | 0           | 0               | 0               | 3                 | 0                 | -                              | -                              | -                              | 10    | 0     |
| 2015-2016             | Liverpool FC               | Premier League        | 4           | 0           | 4               | 1               | 1                 | 0                 | C3                             | 1                              | 0                              | 10    | 1     |
| 2016-2017             | AFC Bournemouth            | Premier League        | 5           | 0           | 1               | 0               | 2                 | 0                 | -                              | -                              | -                              | 8     | 0     |
| 2017-2018             | AFC Bournemouth            | Premier League        | 0           | 0           | 1               | 0               | 2                 | 0                 | -                              | -                              | -                              | 3     | 0     |
| 2018                  | Sounders de Seattle (prêt) | MLS                   | 6           | 0           | 1               | 0               | -                 | -                 | -                              | -                              | -                              | 7     | 0     |
| 2019                  | Sounders de Seattle (prêt) | MLS                   | 29          | 0           | 0               | 0               | -                 | -                 | -                              | -                              | -                              | 29    | 0     |
| 2019-2020             | AFC Bournemouth            | Premier League        | 1           | 0           | -               | -               | -                 | -                 | -                              | -                              | -                              | 1     | 0     |
| 2019-2020             | Cardiff City FC (prêt)     | Championship          | 3           | 0           | -               | -               | -                 | -                 | -                              | -                              | -                              | 3     | 0     |
| 2020                  | Sounders de Seattle        | MLS                   | 9           | 0           | -               | -               | -                 | -                 | -                              | -                              | -                              | 9     | 0     |
| 2021                  | Sounders de Seattle        | MLS                   | 28          | 3           | -               | -               | -                 | -                 | LCup                           | 3                              | 0                              | 31    | 3     |
| 2022                  | D.C. United                | MLS                   | 16          | 0           | 0               | 0               | -                 | -                 | -                              | -                              | -                              | 16    | 0     |
| 2023                  | Dynamo de Houston          | MLS                   | 0           | 0           | 0               | 0               | -                 | -                 | -                              | -                              | -                              | 0     | 0     |
| Total sur la carrière | Total sur la carrière      | Total sur la carrière | 109         | 3           | 7               | 1               | 8                 | 0                 | -                              | 1                              | 0                              | 125   | 4     |